# École éléatique

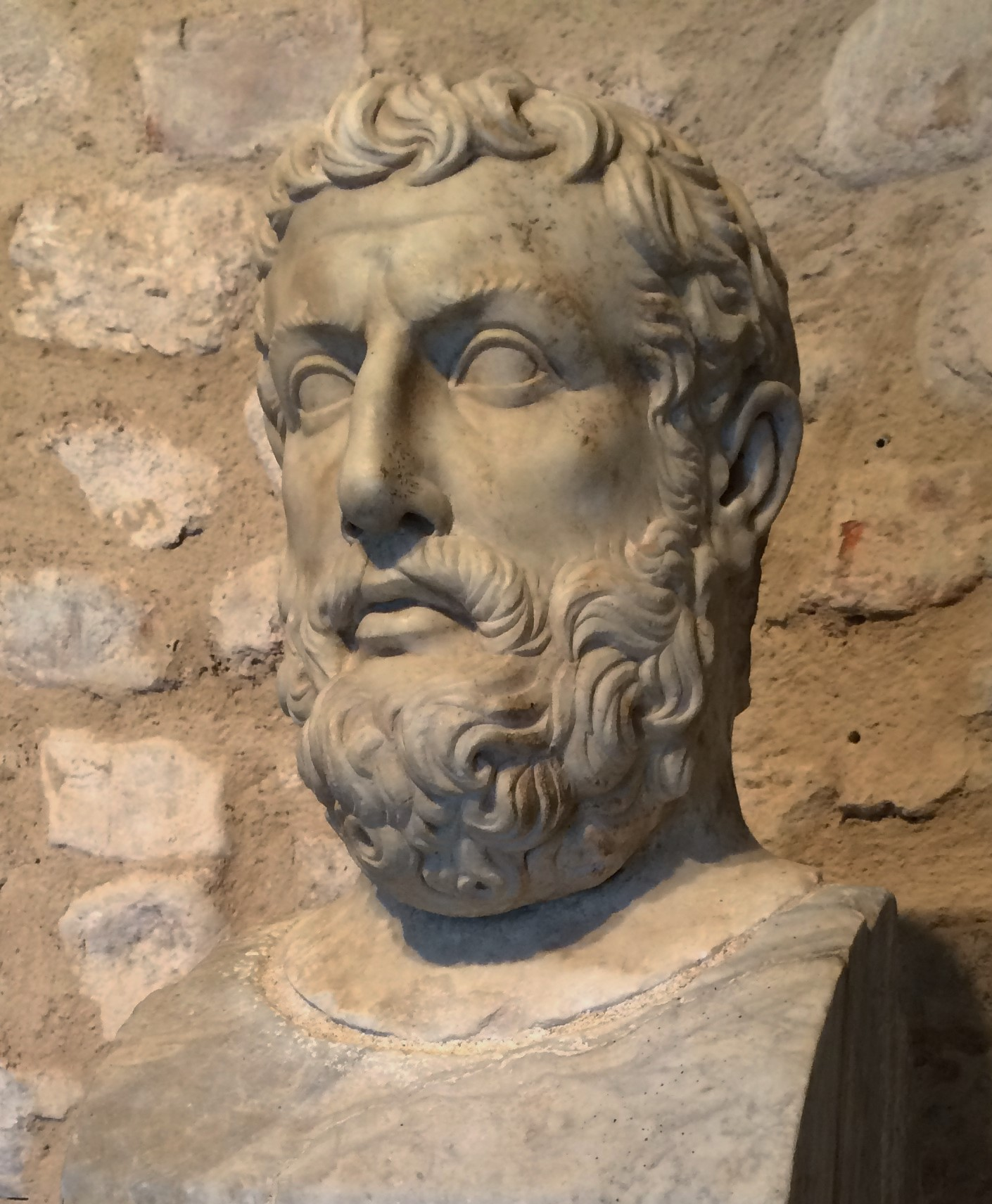
Buste de Parménide, fondateur de la philosophie éléatique

L’école éléatique est une école de pensée philosophique fondée par Xénophane de Colophon à Élée, dans le sud de l'actuelle Italie. Élée était une colonie de Phocée, cité d'Ionie. Les principaux représentants de cette école sont Parménide et Zénon, tous deux d'Élée, et Mélissos. Cette école s'est principalement intéressée à la métaphysique.

## Histoire
L'école éléatique est une école présocratique parmi celles qui ont le plus influencé la philosophie occidentale. Leurs idées ont eu une portée considérable par la suite, avec Platon, qui consacra l'un de ses dialogues à l'éléate Parménide (le Parménide), et Aristote, qui développa la notion d'Être dans les livres regroupés en occident au XIIIe siècle dans la Métaphysique.

## antithèses

### Fondements du savoir

#### Rejet de la validité des sens
Les Eléates rejettent la validité épistémologique de l'utilisation des sens dans le cadre de l'expérience. Ce que nous apprennent les sens ne sauraient fonder une vérité. Dans son poème De la nature, Parménide n'oppose pas les sens à la raison, comme le fera Platon ; il oppose l'Être et la doxa (opinion). Il s'agit de considérations relevant de la méthode philosophique : il convient de distinguer la vérité de l'opinion que l'on peut avoir sur un fait. Il est au contraire nécessaire d'imposer des critères de clarté et de nécessité pour découvrir la vérité. 

#### Bases logiques de la vérité
Ces philosophes ont ainsi été des précurseurs de la logique. Zénon d'Élée, disciple de Parménide, est considéré comme l'inventeur de la dialectique. Il est l'auteur de célèbres paradoxes ; de dichotomie  (paradoxe de la flèche ; Achille et la tortue ; etc.). Empédocle d'Agrigente, autre disciple, affirme que le monde est soutenu par deux principes opposés, l'amour et la haine.

### L'Être
Parménide est connu comme le fondateur de l'ontologie. Il réfléchit en effet à la question de l'Être et à son origine. Il développe une épistémologie en rapport avec le concept de l'Être. Pour lui, deux voies se présentent à celui qui cherche la vérité ; la première est l'affirmation de l'existence de l'Être, voie d'accès à la vérité (l'Être est). En dehors de cette voie, le chemin de l'opinion confuse n'est qu'une non pensée, la doxa ou savoir imparfait.

### Dieu et l'Un
La métaphysique éléatique conçoit l'unité de l'univers. Le principe fondamental est que tout se ramène à l'unité, qui comprend tout. Incorruptible, elle est Dieu. Elle est douée d'intelligence. L'univers est Dieu. Il subsiste de toute éternité. Sans Dieu, il ne peut y avoir d'univers.
Les éléates sont ainsi monothéistes, et s'opposent au polythéisme grec, surtout dans ce qu'il a d'anthropomorphe. Xénophane de Colophon fait remarquer à ce titre que « Les hommes [...] donnent [aux dieux] leur manière d'être, leur voix et leur forme ». Or, « il n'y a qu'un seul Dieu, supérieur aux dieux et aux hommes, et qui ne ressemble aux mortels ni par la forme ni par l'esprit ».

### Immobilisme universel
Contrairement à Héraclite, centré sur le devenir des choses (mobilisme universel), Parménide cherche la stabilité (immobilisme universel). L'univers et la nature est considéré comme éternel ; il existe et dure éternellement. Il est incréé, c'est-à-dire qu'il n'a pas de début, pas plus qu'il n'a de fin.
Le non-être ne peut générer de l'être ; l'être ne peut provenir du non-être. Dans son Poème, Parménide écrit ainsi : « Non, jamais tu ne plieras de force les non-êtres à être ; de cette sorte de recherche écarte plutôt ta pensée ».

### Matière fondamentale
L'école éléatique soutient des thèses physicalistes, selon lesquelles la réalité matérielle est tout entière faite d'une matière. Chez Parménide, il s'agit du feu.

## Postérité
L'école éléatique dispose d'une grande postérité. Son influence a été forte sur les écoles de pensée postérieures, car la pensée éléatique était large et exhaustive. Les panthéistes allemands s'en sont inspirés, comme les atomistes ont, en leur temps, voulu les réfuter.